# Іда Поллок
Іда Поллок (англ. Ida Pollock, до шлюбу Кроу (Crowe), 12 квітня 1908 — 3 грудня 2013) — британська письменниця, авторка кілька коротких оповідань і понад сотні любовних романів, опублікованих під ім'ям Іда Поллок та під численними псевдонімами: Сюзен Баррі, Памела Кент, Ейвріл Айвз, Аніта Чарльз, Барбара Роуен, Джейн Бофорта, Роза Берлі, Мері Вістлер і Маргарита Белл. 
Вона також художниця, пише олійними фарбами, в 2004 році була обрана для включення в національну виставку.
| Письменник | Це незавершена стаття про письменницю. Ви можете допомогти проєкту, виправивши або дописавши її. |